# Monoprogramação
Monoprogramação executa um processo por vez, com o aperfeiçoamento da memória RAM, o próximo passo foi permitir a carga de mais de um programa na memória primária, dando origem aos sistemas multiprogramados.
outra forma de explicar:
Possui as seguintes características:
- É executado por um único processador e é capaz de gerenciar a execução de um único programa
(tarefa) do usuário por vez.
- Permite que o processador, a memória e os periféricos fiquem dedicados a um único usuário; são
portanto monousuários (monoterminais).
- O processador fica ocioso quando o programa espera pela ocorrência de uma E/S.
- São sistemas de simples implementação.
A característica do gerenciamento de memória baseado na técnica de monoprogramação e a seguinte, o usuário carrega um programa do disco para a memória e este programa fará uso de toda a memória disponível. Caso a memória seja insuficiente, o programa não irá ser executado.